# Peter Coffield

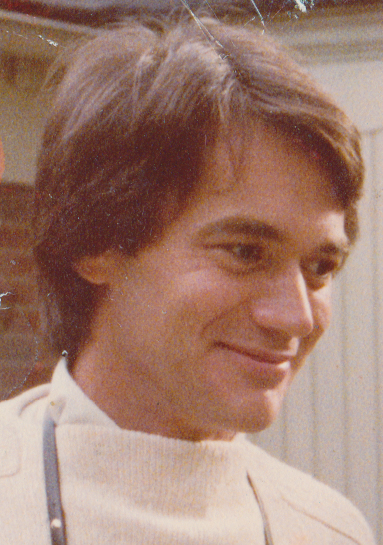

Peter T. Coffield (* 17. Juli 1945 in Wilmette, Illinois, USA; † 19. November 1983 in New York City, USA) war ein US-amerikanischer Schauspieler.

## Leben
Coffield studierte an der Universität von Michigan, wurde für eine Emmy nominiert und spielte in wenigen Spielfilmen sowie Theater und war auch für das Fernsehen als Schauspieler tätig.
Auch spielte er Gastrollen in bekannten Serien wie Love Boat, Hart aber herzlich und anderen. Im Theater spielte er in Stücken von William Shakespeare, vor allem am Broadway, etwa im Der Kaufmann von Venedig oder Hamlet.
Er starb am 19. November 1983 im Alter 38 Jahren an den Folgen von Aids.

## Filmografie (Auswahl)
- 1973: Der Mann ohne Vaterland (The Man Without a Country, Fernsehfilm)
- 1973: Cry Rape (Fernsehfilm)
- 1974: Police Headquarters (Fernsehfilm)
- 1974: The Chinese Prime Minister (Fernsehfilm)
- 1977: Enigma (Fernsehfilm)
- 1977: Tartuffe (Fernsehfilm)
- 1977: Barnaby Jones (Fernsehserie, eine Folge)
- 1980: Hart aber herzlich (Hart to Hart, Fernsehserie, Folge Der sechste Sinn)
- 1980: Times Square – Ihr könnt uns alle mal (Times Square)
- 1981: Mr. Hines und Tochter (Only When I Laugh)
- 1981: Senior Trip (Fernsehfilm)
- 1983: O’Malley (Fernsehfilm)